# Alfa del Compàs
Alfa del Compàs (α Circini) és l'estel més brillant de la constel·lació del Compàs, amb magnitud aparent +3,19. S'hi troba a 53,5 anys llum de distància del Sistema Solar.
A causa del seu peculiar espectre, alfa Circini és un estel difícil de catalogar. Formalment és de tipus espectral A7VpSrEuCr, un estel blanc de la seqüència principal amb la p denotant «peculiar» i les lletres finals indicant nivells alts d'estronci, europi i crom. Encara que també ha estat classificada com a F1Vp, la seva temperatura superficial de 8.000 K suggereix tipus A7. La seva lluminositat és 11 vegades major que la del Sol.
La principal característica d'Alfa Circini és que és una variable Alpha² Canum Venaticorum. Aquest tipus de variables presenten forts camps magnètics localitzats en taques en la superfície de l'estel, on processos de difusió i elevació augmenten els nivells de certs elements. La seva lluentor varia entre magnitud 3,18 i 3,21. A més és un estel polsant on períodes molt curts (de l'ordre de 6 minuts) se sobreposen al període de rotació de l'estel (4,48 dies).
Alfa Circini és un estel binari, amb una acompanyant a 15,6 segons d'arc. Es tracta d'una nana taronja de tipus espectral K5V i magnitud 8,47 que orbita almenys a 260 ua amb un període orbital de 2600 anys com a mínim.